# Aniceto Chiappini
Aniceto Chiappini (Peschiolo di Lucoli, 25 marzo 1886 – L'Aquila, 6 agosto 1967) è stato un religioso e storico italiano.

## Biografia
Nato a Peschiolo di Lucoli nel 1886, entrò nell'ordine dei frati minori, per cui fu annalista, archivista e bibliotecario generale. Durante la prima guerra mondiale fu cappellano, con grado equivalente a quello di tenente; diventò poi membro della Deputazione abruzzese di storia patria, di cui diresse anche il Bullettino. La sua opera storiografica si concentrò sull'Abruzzo e sull'ordine francescano. Morì all'Aquila nel 1967, nel convento annesso alla basilica di San Bernardino.

## Opere
- S. Giovanni da Capestrano e la sua donna, Perugia 1918
- La produzione letteraria di S. Giovanni da Capestrano: trattati, lettere, sermoni, Gubbio 1924
- Regesto delle pergamene conservate nel convento di S. Bartolomeo di Paganica, Alba, 1924
- Reliquie letterarie Capestranensi - Storia, codici, carte, documenti, L'Aquila 1927
- Atti di S. Massimo martire levita di Aveia: discussioni e testi, Casalbordino 1932
- Vita S. Hyacinthae Marescotti, L'Aquila, 1941
- (a cura), La nuova edizione delle Opere di S. bernardino da Siena, L'Aquila, 1950
- Jacopo da Sinizzo e L'Aquila in Bullettino DASP a. 44.-46. (1953-55), 3-5, pp. 107-123
- Fondazione, distruzione e riedificazione de L'Aquila, capitale degli Abruzzi, Firenze, Olschki, 1956
- Giovanni da Capestrano, Roma, Palombi, 1956
- Profilo di codicografia abruzzese fino al XV sec. compreso, Roma 1958
- Codici liturgici di Sulmona e Tagliacozzo, Roma 1960
- L'Aquila tra Svevi e Angioini in Archivio storico pugliese : organo della Società di Storia Patria per la Puglia , A. 15 (1962), p. 114-118
- La sequenza "Dies Irae, Dies illa", di Fra' Tommaso da Celano, Roma 1962
- (a cura), Bibliografia storico-topografica degli Abruzzi - Supplemento dei supplementi di Giovanni Pansa, L'Aquila, 1968
- S. Giacomo della Marca e L'Aquila, Roma 1968

con Michele Palumbo, Lucoli medievale, Lucoli, 1986
Su di lui:
- P. Giacinto Marinangeli, P. Aniceto Chiappini nella storiografia abruzzese e francescana, L'Aquila : Arti grafiche aquilane, 1986
- Giorgio Morelli, Bio-bibliografia di P. Aniceto Chiappini OFM (1886-1967), in  Bullettino DASP, L'aquila 1987